# STK3
STK3 (англ. Serine/threonine kinase 3) – білок, який кодується однойменним геном, розташованим у людей на короткому плечі 8-ї хромосоми. Довжина поліпептидного ланцюга білка становить 491 амінокислот, а молекулярна маса — 56 301.
| 10         |  | 20         |  | 30         |  | 40         |  | 50         |
| ---------- |  | ---------- |  | ---------- |  | ---------- |  | ---------- |
| MEQPPAPKSK |  | LKKLSEDSLT |  | KQPEEVFDVL |  | EKLGEGSYGS |  | VFKAIHKESG |
| QVVAIKQVPV |  | ESDLQEIIKE |  | ISIMQQCDSP |  | YVVKYYGSYF |  | KNTDLWIVME |
| YCGAGSVSDI |  | IRLRNKTLIE |  | DEIATILKST |  | LKGLEYLHFM |  | RKIHRDIKAG |
| NILLNTEGHA |  | KLADFGVAGQ |  | LTDTMAKRNT |  | VIGTPFWMAP |  | EVIQEIGYNC |
| VADIWSLGIT |  | SIEMAEGKPP |  | YADIHPMRAI |  | FMIPTNPPPT |  | FRKPELWSDD |
| FTDFVKKCLV |  | KNPEQRATAT |  | QLLQHPFIKN |  | AKPVSILRDL |  | ITEAMEIKAK |
| RHEEQQRELE |  | EEEENSDEDE |  | LDSHTMVKTS |  | VESVGTMRAT |  | STMSEGAQTM |
| IEHNSTMLES |  | DLGTMVINSE |  | DEEEEDGTMK |  | RNATSPQVQR |  | PSFMDYFDKQ |
| DFKNKSHENC |  | NQNMHEPFPM |  | SKNVFPDNWK |  | VPQDGDFDFL |  | KNLSLEELQM |
| RLKALDPMME |  | REIEELRQRY |  | TAKRQPILDA |  | MDAKKRRQQN |  | F          |

A: Аланін

C: Цистеїн

D: Аспарагінова кислота

E: Глутамінова кислота

F: Фенілаланін

G: Гліцин

H: Гістидин

I: Ізолейцин

K: Лізин

L: Лейцин

M: Метіонін

N: Аспарагін

P: Пролін

Q: Глутамін

R: Аргінін

S: Серин

T: Треонін

V: Валін

W: Триптофан

Кодований геном білок за функціями належить до трансфераз, кіназ, серин/треонінових протеїнкіназ, фосфопротеїнів. 
Задіяний у таких біологічних процесах, як апоптоз, ацетилювання, альтернативний сплайсинг. 
Білок має сайт для зв'язування з АТФ, нуклеотидами, іонами металів, іоном магнію. 
Локалізований у цитоплазмі, ядрі.